# Piletocera ulophanes
Piletocera ulophanes is een vlinder van de familie van de grasmotten (Crambidae). De wetenschappelijke naam van deze soort is voor het eerst voorgesteld als Ptilaeola ulophanes door Edward Meyrick in een publicatie uit 1886.
De soort komt voor in Fiji.